# La Capella (Montferrer i Castellbò)
La Capella és una muntanya de 1.417 metres que es troba al municipi de Montferrer i Castellbò, a la comarca de l'Alt Urgell.